# Parmotrema negrosorientalum
Parmotrema negrosorientalum är en lavart som beskrevs av Elix & Schumm. Parmotrema negrosorientalum ingår i släktet Parmotrema och familjen Parmeliaceae.   Inga underarter finns listade i Catalogue of Life.